# Trạm kế tiếp là hạnh phúc
Trạm kế tiếp là hạnh phúc (tiếng Trung: 下一站是幸福; bính âm: Xià yí zhàn shì xìngfú; tiếng Anh: Find Yourself) là một bộ phim truyền hình Trung Quốc năm 2020, được đạo diễn bởi Đinh Tử Quang, biên tập bởi Thủy Thiên Mặc và Vương Hùng Thành. Phim có sự tham gia của dàn diễn viên Tống Thiến, Tống Uy Long, Vương Diệu Khánh, Ngu Thư Hân, và Trương Vũ Kiếm. Trạm kế tiếp là hạnh phúc được phát sóng trên đài truyền hình Hồ Nam từ ngày 26 tháng 1 năm 2020, trở thành một trong những bộ phim thành công nhất trong năm 2020.

## Nội dung
Hạ Phồn Tinh (Tống Thiến) là một cô nhân viên 32 tuổi giữ vai trò chủ chốt trong phòng hành chính của một công ty thiết kế. Vì cứ mải mê làm việc mà cô bất giác nhận ra mọi người xung quanh mình đều lần lượt kết hôn và sinh con. Cơ duyên đưa đẩy giúp Hạ Phồn Tinh gặp được Nguyên Tống (Tống Uy Long) - thực tập sinh mới tại công ty và cũng là bạn tốt của em trai mình. Sau đó mọi thứ dần đi lệch quỹ đạo khi cả hai nảy sinh tình cảm và cuộc sống của Hạ Phồn Tinh bắt đầu gặp sóng gió khi tình yêu chênh lệch tuổi tác bị người đời phê phán, công ty bị thu mua khiến sự nghiệp của cô cũng rối ren. Lúc này, Diệp Lộc Minh (Vương Diệu Khánh) - một CEO trưởng thành và trầm ổn, tiến vào thế giới của Hạ Phồn Tinh và trở thành người thầy chỉ lối cho cuộc đời cô. Sự xuất hiện của người đàn ông này khiến tình yêu của Hạ Phồn Tinh và Nguyên Tống đứng trước nguy cơ tan vỡ vì hàng loạt hiểu lầm liên tục xảy ra. Trong khi đó, Hạ Xán Dương (Trương Vũ Kiếm) - em trai của Hạ Phồn Tinh, cũng bước vào một mối quan hệ tình cảm với Thái Mẫn Mẫn (Ngu Thư Hân) - cháu gái của Diệp Lộc Minh và là đàn em khoá dưới tại trường của Nguyên Tống. Đối diện với hoàn cảnh ngày càng phức tạp hơn, Hạ Phồn Tinh buộc phải giải quyết những mâu thuẫn và đưa ra lựa chọn về cuộc sống, tình yêu và hôn nhân.

## Phân vai

### Diễn viên chính
| Diên viên        | Vai diễn      | Giới thiệu                                                                                             |
| ---------------- | ------------- | --- |
| Tống Thiến       | Hạ Phồn Tinh  | Một người phụ nữ 34 tuổi có sự nghiệp ổn định nhưng lại thiếu kinh nghiệm trong chuyện tình cảm.       |
| Tống Uy Long     | Nguyên Tống   | Một sinh viên đại học đang làm thực tập sinh tại công ty thiết kế, rơi vào lưới tình với Hạ Phồn Tinh. |
| Vương Diệu Khánh | Diệp Lộc Minh | CEO của một công ty, chủ động theo đuổi Hạ Phồn Tinh.                                                  |
| Ngu Thư Hân      | Thái Mẫn Mẫn  | Cháu gái của Diệp Lộc Minh và là đàn em của Nguyên Tống ở trường đại học.                              |
| Trương Vũ Kiếm   | Hạ Xán Dương  | Em trai của Hạ Phồn Tinh, là thầy cũng như bạn thân của Nguyên Tống.                                   |

### Diễn viên phụ
- Dương Chi Doanh vai Tùng Tiếu
- Nguỵ Triết Minh vai Thường Hoan
- Thái Nhã Đồng vai Dương Tiểu Vũ
- Chu Kỳ Kỳ vai Tống Tuyết
- Tăng Lê vai Ngô Mỹ Âm
- Phó Ca vai Hạ Thanh Phong
- Mã Lệ vai Thẩm Hồng Mai

## Tỷ suất người xem
| Air date  | Đài truyền hình Hồ Nam CSM59 | Đài truyền hình Hồ Nam CSM59 | Đài truyền hình Hồ Nam CSM59 | CSM toàn quốc         | CSM toàn quốc         | CSM toàn quốc |
| Air date  | Tỷ suất người xem (%)        | Thị phần khán giả (%)        | Hạng                         | Tỷ suất người xem (%) | Thị phần khán giả (%) | Hạng          |
| --------- | ---------------------------- | ---------------------------- | ---------------------------- | --------------------- | --------------------- | ------------- |
| 2020.1.26 | 1.657                        | 4.98                         | 3                            | 1.02                  | 3.3                   | 1             |
| 2020.1.27 | 1.648                        | 4.7                          | 4                            | 1.22                  | 3.9                   | 1             |
| 2020.1.28 | 1.78                         | 4.95                         | 3                            | 1.3                   | 4.01                  | 1             |
| 2020.1.29 | 1.841                        | 5.15                         | 3                            | 1.3                   | 4.07                  | 1             |
| 2020.1.30 | 1.834                        | 5.11                         | 3                            | 1.53                  | 4.78                  | 1             |
| 2020.1.31 | 2.031                        | 5.58                         | 2                            | 1.48                  | 4.51                  | 1             |
| 2020.2.1  | 2.432                        | 6.78                         | 1                            | 1.56                  | 4.81                  | 1             |
| 2020.2.2  | 1.868                        | 5.07                         | 3                            | 1.51                  | 4.54                  | 1             |
| 2020.2.3  | 2.162                        | 5.89                         | 1                            | 1.7                   | 5.08                  | 1             |
| 2020.2.4  | 2.108                        | 5.69                         | 2                            | 1.71                  | 5.12                  | 1             |
| 2020.2.5  | 2.461                        | 6.63                         | 1                            | 1.87                  | 5.62                  | 1             |
| 2020.2.6  | 2.441                        | 6.56                         | 1                            | 1.87                  | 5.47                  | 1             |
| 2020.2.7  | 1.977                        | 4.87                         | 3                            | 1.6                   | 4.28                  | 1             |
| 2020.2.9  | 2.144                        | 5.75                         | 3                            | 1.66                  | 5.05                  | 1             |
| 2020.2.10 | 2.413                        | 6.94                         | 1                            | 1.85                  | 6.06                  | 1             |
| 2020.2.11 | 2.288                        | 6.48                         | 3                            | 1.82                  | 5.79                  | 1             |
| 2020.2.12 | 2.533                        | 7.26                         | 1                            | 1.98                  | 6.46                  | 1             |
| 2020.2.13 | 2.238                        | 6.44                         | 4                            | 1.85                  | 6.15                  | 1             |
| 2020.2.14 | 2.191                        | 5.6                          | 3                            | 1.78                  | 5.06                  | 1             |
| 2020.2.15 | 2.073                        | 5.2                          | 3                            | 1.6                   | 4.48                  | 1             |
| 2020.2.16 | 2.415                        | 6.56                         | 2                            | 1.84                  | 5.6                   | 1             |
| 2020.2.17 | 2.968                        | 8.77                         | 1                            | 2.05                  | 6.86                  | 1             |
| 2020.2.18 | 2.363                        | 6.19                         | 3                            | 1.91                  | 5.5                   | 1             |

## Đề cử và giải thưởng
| Năm  | Giải thưởng                    | Hạng mục                         | Đề cử                     | Kết quả | Ghi chú     |
| ---- | ------------------------------ | -------------------------------- | ------------------------- | ------- | ----------- |
| 2020 | Giải thưởng Kim Ưng lần thứ 30 | Phim truyền hình xuất sắc        | Trạm kế tiếp là hạnh phúc | Đề cử   | [ 2 ] [ 3 ] |
| 2020 | Giải thưởng Kim Ưng lần thứ 30 | Nữ diễn viên được yêu thích nhất | Tống Thiến                | Đề cử   | [ 2 ] [ 3 ] |
| 2020 | Giải thưởng Kim Ưng lần thứ 30 | Nữ diễn viên được yêu thích nhất | Ngu Thư Hân               | Đề cử   | [ 2 ] [ 3 ] |